# Love Is No Crime
Love Is No Crime è il terzo album in studio del gruppo musicale tedesco Bad Boys Blue, pubblicato nel 1987.

## Tracce
1. Come Back and Stay – 7:35
2. If You Call On Me – 3:32
3. Victim of Your Love – 4:29
4. Love Is No Crime – 3:35
5. Gimme Gimme Your Lovin' (Little Lady) – 3:49
6. I Remember Mary – 4:57
7. Charlene – 4:26
8. Inside of Me – 4:34
9. Why (Misty Eyes) – 4:57
10. Kiss You All Over, Baby (New Version) – 4:12